# Smrk lesklý
Smrk lesklý (Picea torano) je druh jehličnatého stromu původem z Japonska.

## Popis
Jedná se o strom, který dorůstá až 30 m výšky a průměru kmene až 1 m. Borka je šedohnědádrasná, rozpraskaná do šupin. Větvičky mají žlutohnědou až hnědou barvu, jsou hluboce rýhované a lysé. Jehlice jsou tuhé, temně zelené, na průřezu čtverhranné, asi 1,5–2 cm dlouhé a asi 2,5 mm široké, na vrcholu ostře zašpičatělé a velmi pichlavé. Samičí šišky jsou zpočátku zelené, za zralosti pak hnědé, asi 7–10 cm dlouhé a asi 4–4,5 cm široké. Šupiny samičích šišek jsou za zralosti široce obvejčité, asi 17–23 mm dlouhé a asi 14–18 široké. Semena jsou křídlatá, křídla jsou asi 13 mm dlouhá a 7 mm široká.

## Rozšíření
Smrk lesklý je přirozeně rozšířen v Japonsku, a to na ostrovech Honšú, Šikoku a Kjúšú.

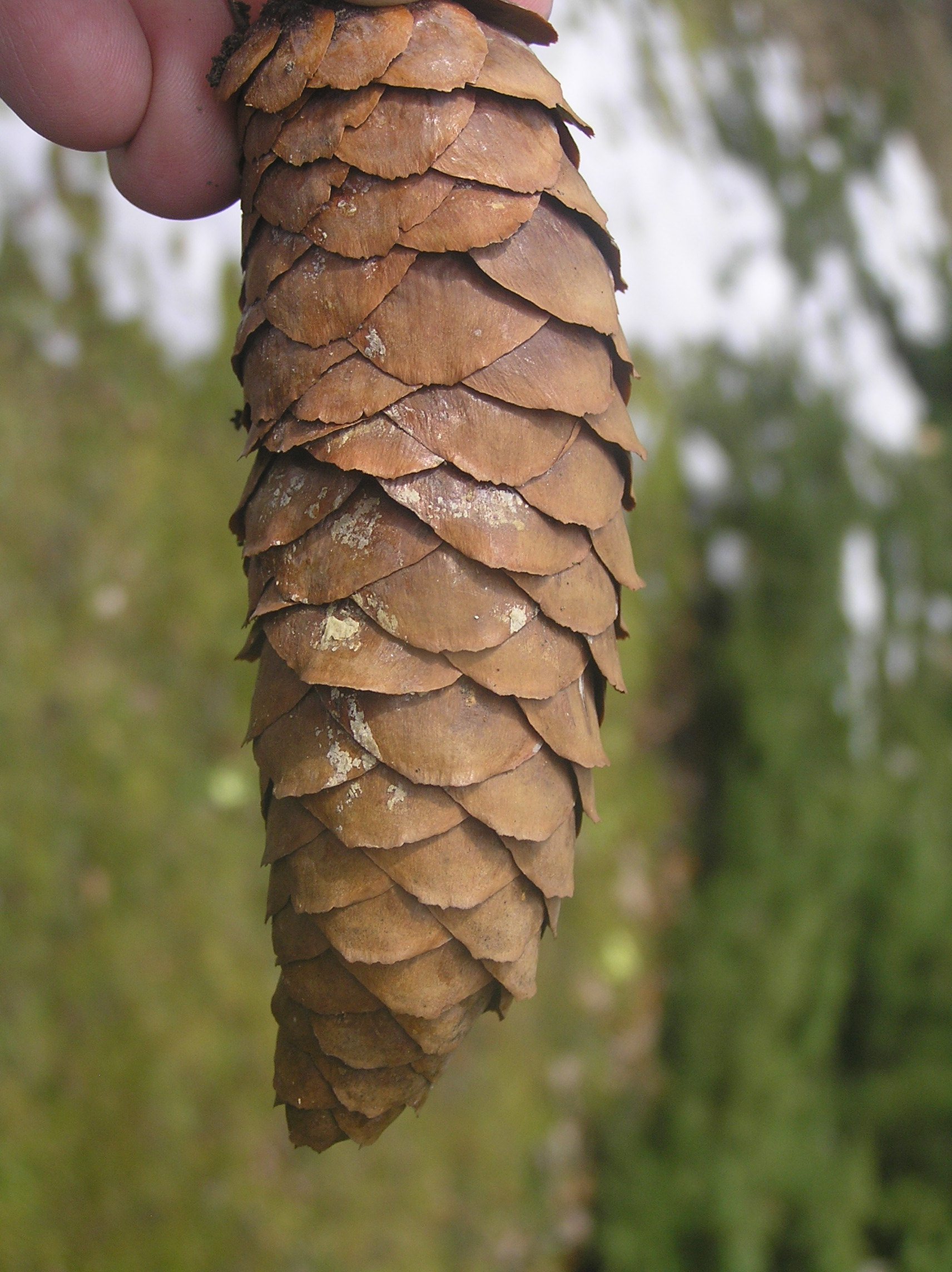
Šiška

## Ekologie
Vyhledává spíše vlhké oceanické klima a roste zpravidla va vulkanických podkladech. Vytváří čisté smrčiny nebo roste v příměsi s modřínem japonským (Larix kaempferi), jedlí nikko (Abies homolepis), borovicí hustokvětou (Pinus densiflora) a četnými listnáči.

## Využití
Ve své domovině je využíváno jeho dřevo. Ve střední Evropě se s ním setkáváme jen výjimečně, především v arboretech, udáván např. ze Semetína, z Brna a z Průhonic. Pěstován je místy v Číně.